# Kungälvs HK
Kungälvs Handbollsklubb (Kungälvs HK) är en handbollsklubb från Kungälv i Västra Götalands län, bildad den 9 februari 1970. Matchdräkten är grön tröja och svarta shorts hemma, vit tröja borta. Hemmamatcherna spelas i Mimershallen. Damernas seniorlag spelar i Handbollsligan och herrarna spelar i Allsvenskan.

## Historia
Det som blev klubben startades som en sektion i IK Kongahälla 1963. Det var några entusiaster som spelade handboll. Verksamheten växte med ungdomsverksamhet och snart uppmanades man av Kongahälla att bilda egen förening. Idag har verksamheten växt och klubben har 650 medlemmar och 35 spelande i olika lag.
Damlaget hade innan 2018 spelat fem säsonger i högsta serien, dåvarande Elitserien. Första gången 1998–2000 då klubben kom 10:a och 12:a i serien, samt 2004–2007 då placeringarna blev 9:a, 10:a och 12:a. Säsongen 2018/2019 kom laget 8:a och gick till slutspel för första gången.

## Spelare i urval

### Damer
- Karin Almqvist
- Sofie Börjesson (2016–2019)
- Mia Lagumdzija (2020–)
- Clara Lerby (2015–2019)
- Charité Mumbongo (2019–2021)
- Ame Ogbomo (–2012, 2013–2014)
- Marie Wall (–2010, 2020–2022)

### Herrar
- Tobias Johansson (2022–)